# Gloriana
Gloriana je opera o třech dějstvích anglického skladatele Benjamina Brittena na anglické libreto Williama Plomera založené na hře Lyttona Stracheyho z roku 1928 Alžběta a Essex: Tragická historie. Premiéra této historické operní fresky proběhla v Royal Opera House v Londýně v roce 1953 při oslavách korunovace královny Alžběty II. Opera nese název podle přezdívky, kterou přisoudil anglické královně Alžbětě I. anglický básník Edmund Spenser v eposu Královna víl. Opera pojednává o vládě Alžběty I. a jejím komplikovaném vztahu k hraběti z Essexu, kterého i přes svou lásku musí nechat popravit za zradu státních zájmů. Děj opery je koncentrován přibližně do období pěti let (1598–1603).

## Inscenační historie a kritické ohlasy
Po své premiéře sklidila tato „korunovační opera“, i vzhledem ke jmenovkyni Alžbětě II., hodně kritiky a nepochopení. Především zaznívaly hlasy, že je dlouhá a nudná a taky poněkud nevkusná (když se královna ukáže bez paruky s téměř lysou hlavou). V roce 1966 ji Britten mírně přepracoval. Z této druhé verze vyšla i premiérová inscenace pražského Národního divadla v režii Jiřího Heřmana uvedená 3. března 2012. I čeští kritikové ve své svém hodnocení této inscenace někdy nevyhnuly celkově kritickému přístupu k této opeře. Např. Věra Drápelová označuje toto Brittenovo dílo za pouhý „sled symbolických obrazů na téma panovnice a její dilemata“. Radmila Hrdinová zas opeře vyčítá to, že je „formálně i hudebně rozštěpená mezi oslavným a intimním pásmem.“ Vůči obojímu se ohradil dramaturg Opery Národního divadla Ondřej Hučín.

## Charakteristika díla
V hudbě se mísí polovina 20. století (rozšířená tonalita, aleatorika, významná role bicích nástrojů, použití „voice on tape“ – tedy nahrávky Essexova hlasu v závěru opery) s obdobím vrcholné renesance a s postupy neorenesančními. Asi nejvýrazněji toto vyznívá ve druhém jednání obsahující sadu dvorních tanců. Např. úvodní pavana začne v orchestřišti v neorenesančním stylu, po chvilce však začíná hrát scénická hudba (pět dechových nástrojů a bubínek), při níž se orchestr postupně vytratí. Do dalších tanců vstupuje orchestr v orchestřišti; hudba dosáhne stylu čistě renesančního, kdy lze nabýt dojmu, jako by tuto část napsal John Dowland, ze kterého Britten rád čerpal. Na konci scény se však skladetel, ústy dirigenta Zbyňka Müllera, „rafinovaným postupem vrací zpět do století dvacátého.“